# Cantata de Santa María de Iquique

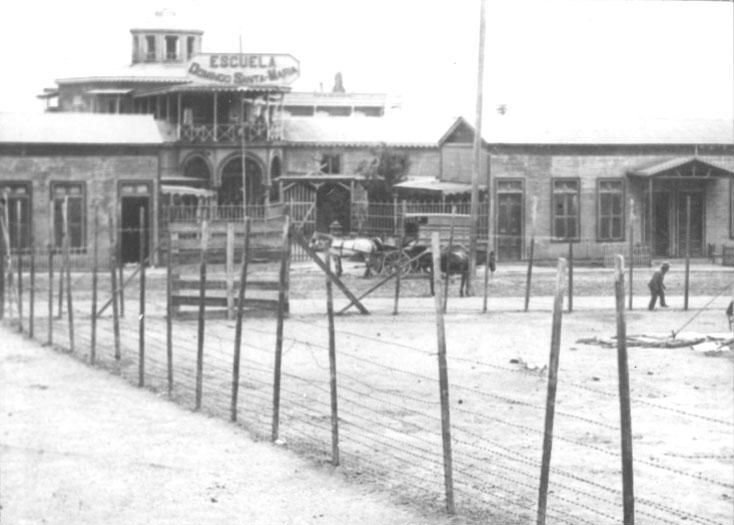
Escuela Domingo Santa María de Iquique hacia 1907, lugar y fecha en que se produjo la matanza en la que se basa la cantata.

La Cantata de Santa María de Iquique es una cantata compuesta por el músico chileno Luis Advis hacia fines de 1969 e interpretada principalmente por el grupo Quilapayún. La obra musical está compuesta por dieciocho partes, incluyendo cinco relatos interpretados por Héctor Duvauchelle, en que se narran los sucesos de la Matanza de la Escuela Santa María, ocurrida el 21 de diciembre de 1907 en la ciudad de Iquique, en el norte de Chile, y perpetrada por el general Roberto Silva Renard, en el gobierno del presidente Pedro Montt.
La Cantata Popular, como también se denomina, es considerada como una de las obras cumbres de la llamada Nueva Canción Chilena que se desarrolló desde fines de los años 1960 y los años 1970. Es el séptimo álbum de estudio oficial de Quilapayún, lanzado originalmente en 1970 bajo el nombre de Santa María de Iquique, y mezcla elementos de la música folclórica con otros de la música docta y religiosa.
En abril de 2008, la edición chilena de la revista Rolling Stone situó a este álbum en el cuarto lugar dentro de los 50 mejores discos chilenos de todos los tiempos.

## Historia

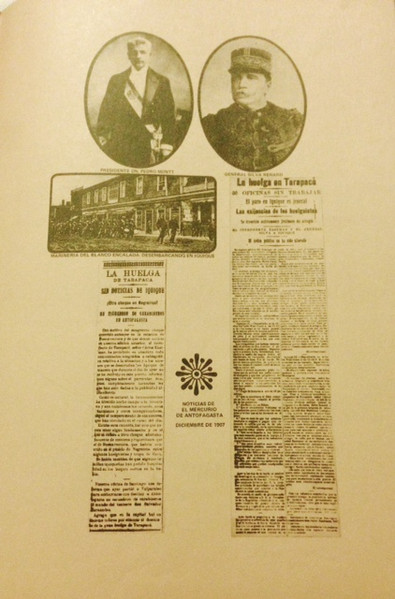
Una página del inserto del disco de vinilo original, que incluye fotografías de Pedro Montt, Roberto Silva Renard y dos recortes del diario El Mercurio de Antofagasta.

Durante los primeros meses de 1968, el compositor Luis Advis visitó su ciudad natal Iquique, en el norte de Chile, y tras la visita escribió una serie de veinte poemas. A fines de ese mismo año, el Instituto de Teatro de la Universidad de Chile comenzó a preparar una obra de Isidora Aguirre denominada Los que van quedando en el camino, cuyo argumento giraba en torno a una matanza de campesinos. La institución solicitó la ayuda de Advis para dicho estreno, tras lo cual intentó mezclar ambas temáticas. En 1969, Luis Advis comenzó a preparar la obra basada en la Matanza de la Escuela Santa María de Iquique, ocurrida el 21 de diciembre de 1907, donde más de mil obreros de las oficinas salitreras fueron asesinados por el Ejército de Chile durante una protesta. Advis inspiró su creación en la obra Reseña Histórica de Tarapacá, que le sirvió para la recopilación de los datos históricos. 
Ese mismo año, Advis conoció al conjunto Quilapayún, con quienes trabajó a comienzos de 1970 luego de que el cantante Eduardo Carrasco les solicitó realizar arreglos a unas canciones de la cantante griega Danae. Ese día, Advis les presentó parte del material en que estaba trabajando, entusiasmando al grupo folclórico. Con el paso de los meses, Quilapayún y Luis Advis prepararon acuciosamente la cantata. En marzo de 1970 fue terminada su composición y fue presentada por primera vez en el Teatro La Reforma durante el mes de julio.
La «Cantata Popular Santa María de Iquique» fue estrenada oficialmente durante el Segundo Festival de la Nueva Canción Chilena, realizado en agosto de 1970 en el Estadio Chile de Santiago. En dicha oportunidad, los relatos fueron narrados por el actor Marcelo Romo, aunque en la grabación realizada unos meses después para el sello DICAP fue registrada la voz de Héctor Duvauchelle, la versión más conocida de dichos relatos. Posteriormente, Roberto Parada pondría la voz de los relatos históricos de la cantata.
La Cantata de Santa María fue una de las principales composiciones musicales de la Nueva Canción Chilena y rápidamente se convirtió en un emblema de los grupos militantes de la Unidad Popular, la coalición política de izquierda que llevó a la Presidencia a Salvador Allende en septiembre de 1970. A pesar de ello, Luis Advis se declaraba como no militante de ningún partido político.

### Dictadura Militar y nueva versión
Debido a la gran carga política que contenía, las copias de la Cantata fueron requisadas y destruidas con la instauración de la dictadura militar de Chile, instalado en el poder tras el golpe de Estado del 11 de septiembre de 1973 que derrocó a Allende. Quilapayún debió partir al exilio a Europa, donde grabó nuevamente la composición en 1978, siendo parte de los textos modificados por el escritor argentino Julio Cortázar, para disgusto de Advis. El compositor mencionó alguna vez a la prensa:

No me gusta que corrijan mis textos sin preguntarme, además que en ninguna parte yo uso la palabra pueblo como la usa Cortázar. Estaba tan molesto con ese señor que le iba a escribir una carta, pero no lo hice porque al mes siguiente murió.
Luis Advis

Quilapayún grabó dos veces la composición de Cortázar, pero posteriormente continuó interpretando la obra original.

### Retorno a la Democracia: regreso a Chile
Con el retorno de la democracia, Quilapayún regresa a Chile. El 1 de noviembre de 1997, en un histórico concierto, Quilapayún interpretó la Cantata en la oficina salitrera Santa Laura, declarada Patrimonio de la Humanidad por la Unesco. En el concierto participaron Daniel Valladares, Rodolfo Parada, Patricio Wang, Hugo Lagos, Guillermo García y Hernán Gómez como miembros de Quilapayún, más la chelista Gabriela Olivares y Héctor Noguera como relator. En 1999, la división gubernamental de Cultura y la SCD publicaron una colección de partituras de canciones chilenas, donde incluyeron la Cantata.
En 2007, en la conmemoración del centenario de la matanza que dio origen a la cantata, se lanzaron varias nuevas interpretaciones de la obra. Una de ellas fue en la actual Escuela Domingo Santa María, en donde la interpretó el grupo la Trova de Iquique y el relator fue el profesor Mario Villalba Pedreros, exactamente a las 14:00 del 21 de diciembre de 2007, junto a miles de espectadores.[cita requerida] Posteriormente se interpretó en el Cementerio N.º 1, lugar donde yacen los restos de dos personalidades presentes en el tiroteo de la escuela.    También destacan la Cantata Rock realizada por la banda chilena Chancho en Piedra y la versión para cuerdas del Cuarteto Strappa que fue presentada en Canadá el mismo año.[cita requerida]

## Estructura
La Cantata está estructurada en dieciocho partes, que incluyen cinco relatos sin musicalización, un preludio y tres interludios sólo con la presencia musical, dos pregones y siete canciones, cuyos ritmos e instrumentalización varían notablemente para dar énfasis al tema tratado en cada canción.
1. Pregón: Señoras y señores
La cantata se inicia con un pregón introductorio que da a conocer el tema tratado en la obra, acompañado principalmente con instrumentos de cuerda que se van incorporando lentamente para dar más fuerza a las frases.
2. Preludio instrumental
3. Relato: Si contemplan la pampa y sus rincones
El primer relato incluye una descripción de la industria del salitre, los obreros en sus oficinas localizadas en el medio del desierto y las paupérrimas condiciones laborales y de vida que tenían ellos y sus familias.
4. Canción: El sol en desierto grande
La canción refuerza el tema de relato anterior, tratando la dureza del trabajo bajo "el sol del desierto grande". Las voces actúan como coro de obreros mientras trabajan extrayendo rocas en mitad del gran desierto de Atacama.
5. Interludio instrumental
6. Relato: Se había acumulado mucho daño
El segundo relato comienza a hablar de la gestación de los movimientos sindicalistas y de las primeras huelgas realizadas en la industria del salitre. Tras la primera huelga en la oficina San Lorenzo, el relato indica que "todos escuchaban un grito que volaba en el desierto, de una u otra oficina como ráfagas" hasta que deciden descender desde la pampa hasta "el puerto grande", Iquique.

1. Canción: Vamos mujer
En esta canción, la voz vuelve a encarnar a un obrero, que alienta con optimismo a su mujer para que lo acompañe junto a su hijo. El obrero le describe a la ciudad diciendo que es "tan grande como un salar" y que posee "muchas casas lindas", dando a entender que nunca habían conocido la ciudad ni que habían podido salir con facilidad de la oficina. Deja claro que el viaje mismo es peligroso y un sacrificio, pero el optimismo del obrero se ve reforzado al repetir en varias oportunidades "no hay que temer porque en Iquique todos van a entender".
2. Interludio instrumental
3. Relato: Del quince al veintiuno
Los obreros bajan finalmente a la ciudad, afirma el relato, entre el 15 y el 21 de diciembre de 1907. Aunque se relata el apoyo dado por muchos comerciantes y trabajadores de la ciudad, también se cuenta de cómo mucha gente rechaza la presencia de los obreros, temerosos de robos y asesinatos.
4. Interludio cantado: Se han unido con nosotros
Este corto tema sirve para reforzar, en la voz de los pampinos, el relato anterior: "Iquique nos ve como extraños; nos comprenden algunos amigos y los otros nos quitan la mano."
5. Relato: El sitio al que los llevaban
El relato continúa con el anterior, donde cuenta cómo los obreros son llevados a la Escuela Domingo Santa María en el centro de la ciudad y los ánimos comienzan a presentir el fin trágico de su aventura.
6. Canción: Soy obrero pampino y soy
Los instrumentos de cuerda marcan la tensión de esta canción. Un obrero de mayor experiencia se da cuenta de que "algo horrible va a suceder" y comienza a recordar las penurias de su vida, mientras tartamudea, presa del temor.
7. Interludio instrumental
8. Relato: Nadie diga palabra que llegará
La voz introduce a los militares a cargo del general Roberto Silva Renard, quienes rodean la escuela. Según el relato, Silva Renard trata de convencer a los obreros diciendo "que no sirve de nada tanta comedia, que dejen de inventar tanta miseria, que no entienden deberes, son ignorantes, que perturban el orden" y los amenaza, recibiendo la respuesta de un obrero que anuncia que levantarán el puño en alto y que si quiere amenazar, que dispare primero. El general, cuenta el relato, saca su revólver y le dispara, dando la orden para continuar con el resto de presentos.
9. Canción de letanía: Murieron tres mil seiscientos
La canción relata la muerte de 3.600 fallecidos, aunque no existe certeza de una cifra exacta y la descrita en la obra es una de las más altas dentro de las muchas propuestas. Instrumentos de viento predominan en el tema para marcar la tristeza.
10. Canción: A los hombres de la pampa
Mezclando diversas melodías y textos, la canción se lamenta de los hechos y alcanza uno de los clímax de la composición. La letra incluye el relato a un niño de los sucesos, afirmando que "no hay que ser pobre, hijito; es peligroso ser pobre, hijito", para luego mezclar a un texto mucho más militante que en el resto de la cantata. Tras el clímax de la canción, ésta cierra con la frase "¿Donde están los asesinos que mataron por matar? Lo juramos por la tierra, los tendremos que encontrar [...] ¡lo juramos, compañeros, ese día llegará!"
11. Pregón: Señoras y señores
12. Canción final: Ustedes que ya escucharon
La canción, con un charango predominante, continúa con el tono altamente político de la canción anterior, invocando a la unión del pueblo para la reivindicación de sus derechos y evitar que se repitan los sucesos anteriores, lo que se refleja en frases como "quizás mañana o pasado, o bien en un tiempo más, la historia que han escuchado de nuevo sucederá; es Chile un país tan largo, mil cosas pueden pasar si es que no nos preparamos resueltos para luchar". El texto continúa convocando a la unión y mezclando algunas frases del tema anterior, hasta finalizar con la frase "Unámonos como hermanos que nadie nos vencerá; si quieren esclavizarnos, jamás lo podrán lograr."

## Créditos
Quilapayún
- Eduardo Carrasco
- Carlos Quezada
- Willy Oddó
- Patricio Castillo
- Hernán Gómez
- Rodolfo Parada

Relator
- Héctor Duvauchelle